# Queluz (São Paulo)
Queluz is een gemeente in het oosten van de Braziliaanse deelstaat São Paulo.
Het valt onder de microregio Guaratinguetá, onderdeel van de mesoregio Vale do Paraíba Paulista. In 2006 had het een bevolking van 10.148. De inwoners worden queluzense genoemd.
In het noordoosten van de gemeente ligt de Pedra da Mina. Deze bergtop is het op zes na hoogste punt van Brazilië en is onderdeel van de Serra da Mantiqueira-bergketen. Dit is het punt waar de grenzen tussen de deelstaten São Paulo, Rio de Janeiro en Minas Gerais bij elkaar komen.

## Aangrenzende gemeenten
De gemeente grenst aan Areias, Lavrinhas, Silveiras, Passa Quatro (MG) en Resende (RJ).